# Staré Město (Liberec)
Liberec I-Staré Město je část města Liberec. Nejde jen o bezprostřední centrum města, ale i tzv. Zahradní město, vilovou čtvrť vystavěnou převážně Němci na přelomu 19. a 20. století hlavně v okolí ulic Husova, Masarykova a Horská.

## Obyvatelstvo
| Rok    | Obyv.  | ± %     |
| ------ | ------ | ------- |
| 1980   | 11 858 | —       |
| 1991   | 10 080 | −15 %   |
| 2001   | 9 134  | −9,4 %  |
| 2011   | 8 303  | −9,1 %  |
| 2021   | 9 793  | +17,9 % |
| Zdroj: |        |         |